# Hill Country Village
Hill Country Village és una ciutat al Comtat de Bexar a l'estat de Texas. Segons el cens del 2000 tenia 1.028 habitants.

## Demografia
Segons el cens del 2000, Hill Country Village tenia 1.028 habitants, 340 habitatges, i 294 famílies. La densitat de població era de 182,1 habitants per km².
Dels 340 habitatges en un 39,7% hi vivien nens de menys de 18 anys, en un 79,1% hi vivien parelles casades, en un 4,7% dones solteres, i en un 13,5% no eren unitats familiars. En l'11,5% dels habitatges hi vivien persones soles el 5,3% de les quals corresponia a persones de 65 anys o més que vivien soles. El nombre mitjà de persones vivint en cada habitatge era de 3,02 i el nombre mitjà de persones que vivien en cada família era de 3,27.
Per edats la població es repartia de la següent manera: un 28,2% tenia menys de 18 anys, un 5% entre 18 i 24, un 17,6% entre 25 i 44, un 36,6% de 45 a 60 i un 12,6% 65 anys o més.
L'edat mediana era de 45 anys. Per cada 100 dones de 18 o més anys hi havia 96,3 homes.
La renda mediana per habitatge era de 130.897 $ i la renda mediana per família de 147.176 $. Els homes tenien una renda mediana de 100.000 $ mentre que les dones 40.750 $. La renda per capita de la població era de 77.374 $. Aproximadament el 3,2% de les famílies i el 5,1% de la població estaven per davall del llindar de pobresa.

## Poblacions properes
El següent diagrama mostra les poblacions més properes.